# Antônio de Almendra Freitas Neto

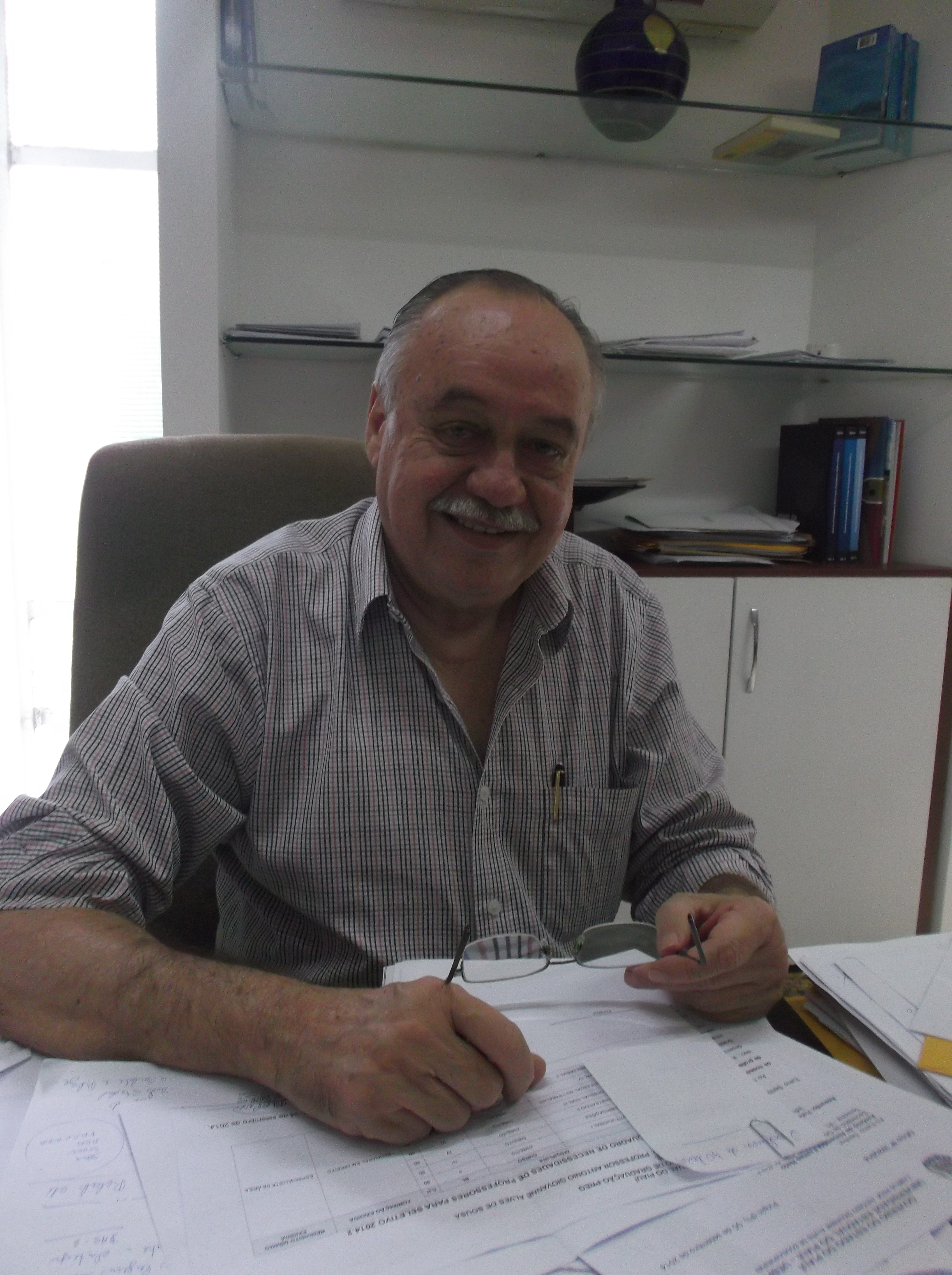

Antônio de Almendra Freitas Neto (Teresina, 13 de marzo de 1947), economista y político brasileño afiliado al Partido da Social Democracia Brasileira. 

## Biografía
Comenzó su carrera como diputado estadual durante la dictadura, por el oficialista partido ARENA (desde 1970) y luego por el Partido Democrático Social (1980). Después fue nombrado alcalde de Teresina (1983-1986). En 1987 fue nombrado foi presidente de TELEPISA (Telecomunicações do Piauí S/A) por el entonces Ministro de Comunicaciones Antônio Carlos Magalhães.
Fue Gobernador de Piauí entre 1991 y 1994, y posteriormente Ministro Extraordinario de Reformas Institucionales en el gobierno de Fernando Henrique Cardoso.